# Liste der Biografien/Meyer, D
Liste der Biografien |
Portal Biografien |
D Personensuche
# |
A |
B |
C |
D |
E |
F |
G |
H |
I |
J |
K |
L |
M |
N |
O |
P |
Q |
R |
S |
T |
U |
V |
W |
X |
Y |
Z |
?
 
Ma |
Mb |
Mc |
Md |
Me |
Mf |
Mg |
Mh |
Mi |
Mj |
Mk |
Ml |
Mm |
Mn |
Mo |
Mp |
Mq |
Mr |
Ms |
Mt |
Mu |
Mv |
Mw |
Mx |
My |
Mz
 
Mea–Mee |
Mef |
Meg |
Meh |
Mei |
Mej |
Mek |
Mel |
Mem |
Men |
Meo |
Mep |
Mer |
Mes |
Met |
Meu |
Mev |
Mew |
Mex |
Mey |
Mez
 
Meyb |
Meyd |
Meye |
Meyf |
Meyg |
Meyh |
Meyi |
Meyj |
Meyk |
Meyl |
Meyn |
Meyo |
Meyp |
Meyr |
Meys |
Meyt |
Meyz
 
Meyen |
Meyer
 
Meyer, A |
Meyer, B |
Meyer, C |
Meyer, D |
Meyer, E |
Meyer, F |
Meyer, G |
Meyer, H |
Meyer, I |
Meyer, J |
Meyer, K |
Meyer, L |
Meyer, M |
Meyer, N |
Meyer, O |
Meyer, P |
Meyer, R |
Meyer, S |
Meyer, T |
Meyer, U |
Meyer, V |
Meyer, W |
Meyer, Y |
Meyer, Z |
Meyerb |
Meyerd |
Meyere |
Meyerf |
Meyerh |
Meyeri |
Meyerl |
Meyerm |
Meyern |
Meyero |
Meyerr |
Meyers
Die Liste der Biografien führt alle Personen auf, die in der deutschsprachigen Wikipedia einen Artikel haben. Dieses ist eine Teilliste mit 26 Einträgen von Personen, deren Namen mit den Buchstaben „Meyer, D“ beginnt.

## Meyer, D

### Meyer, Da
- Meyer, Dagmar (1931–2021), deutsche Mundartsprecherin und -autorin
- Meyer, Dakota (* 1988), US-amerikanischer Kriegsveteran
- Meyer, Daniel (* 1973), deutscher Kunst- und Antiquitätenhändler sowie Auktionator
- Meyer, Daniel (* 1979), deutscher Fußballtrainer
- Meyer, Dario (* 1996), Schweizer Eishockeyspieler
- Meyer, Darron (* 1977), südafrikanischer Schauspieler und Drehbuchautor
- Meyer, David, belgischer Eishockeyspieler
- Meyer, David (* 1947), britischer Schauspieler

### Meyer, De
- Meyer, Debbie (* 1952), US-amerikanische Schwimmerin
- Meyer, Debra, südafrikanische Biochemikerin, Autorin und AIDS-Aktivistin
- Meyer, Dennis (1977–2022), deutscher Eishockeyspieler
- Meyer, Deon (* 1958), südafrikanischer Schriftsteller
- Meyer, Detlef (* 1959), deutscher Fußballspieler
- Meyer, Detlev (1948–1999), deutscher Dichter und Schriftsteller

### Meyer, Di
- Meyer, Diedrich (1861–1931), deutscher Ingenieur, Schriftleiter und VDI-Direktor
- Meyer, Dieter (* 1940), deutscher Fußballspieler
- Meyer, Dietgard (* 1922), deutsche evangelische Theologin und Pfarrerin
- Meyer, Dietmar (* 1954), deutscher Ökonom
- Meyer, Dietrich (* 1937), deutscher evangelischer Theologe und Kirchenhistoriker
- Meyer, Dietrich (1939–2023), deutscher Manager
- Meyer, Dina (* 1968), US-amerikanische SchauspielerinDina Meyer (* 1968)

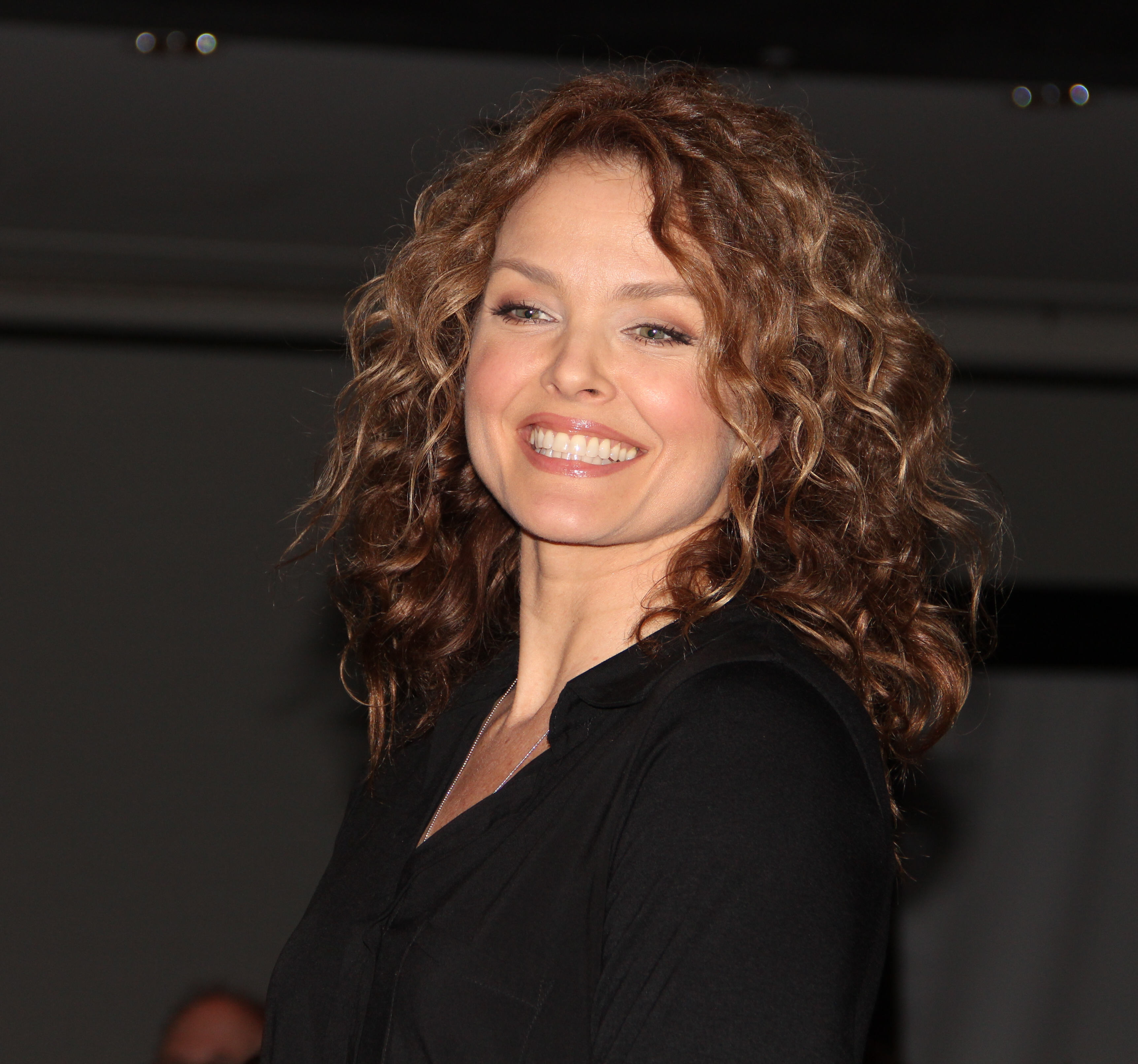
Dina Meyer (* 1968)

- Meyer, Dirk (* 1957), deutscher Ökonom und Hochschullehrer
- Meyer, Dirk (* 1961), US-amerikanischer Informatiker und Manager
- Meyer, Dirk (* 1975), deutscher Synchronsprecher

### Meyer, Do
- Meyer, Dominique (* 1955), französischer Manager, Direktor der Wiener Staatsoper
- Meyer, Doris (1957–2012), deutsche Politikerin (CSU), MdB